# Calanoides carinatus
Calanoides carinatus är en kräftdjursart som först beskrevs av Henrik Nikolai Krøyer 1849.  Calanoides carinatus ingår i släktet Calanoides och familjen Calanidae. Inga underarter finns listade i Catalogue of Life.